# Coalición Extremeña
Coalición Extremeña (també Coalición Extremeña PREx-CREx o PREx-CREx) és una coalició política d'Extremadura entre el Partido Regionalista de Extremadura i Convergencia Regionalista Extremeña. A les eleccions a l'Assemblea d'Extremadura de 1995 es van presentar en coalició també amb Extremadura Unida i van assolir un diputat, però a les eleccions autonòmiques de 1999 el van perdre.
Es va integrar a les llistes del PSOE a Extremadura a les eleccions generals espanyoles de 2004. Lidia Redondo Lucas, militant de PREx-CREx, era suplent de la candidatura al Senat per Càceres i va ocupar un escó de senadora el 2005. En les eleccions locals i autonòmiques de 2007 va acudir en coalició amb el PSOE en la candidatura PSOE-Regionalistes, obtenint tres escons en l'Assemblea d'Extremadura i 51 regidors.